# Richard Gough
Charles Richard Gough (Stoccolma, 5 aprile 1962) è un ex calciatore e allenatore di calcio scozzese, di ruolo difensore.
Nel 2016 è stato inserito nella hall of fame del Dundee Utd.

## Palmarès

### Club

#### Competizioni nazionali
- Coppa di Lega scozzese: 6

Dundee United: 1980-1981
Rangers: 1988-1989, 1990-1991, 1992-1993, 1993-1994, 1996-1997
- Campionato scozzese: 10

Dundee United: 1982-1983
Rangers: 1988-1989, 1989-1990, 1990-1991, 1991-1992, 1992-1993, 1993-1994, 1994-1995, 1995-1996, 1996-1997
- Coppa di Scozia: 3

Rangers: 1991-1992, 1992-1993, 1995-1996

### Individuale
- MLS Best XI: 1

1997